# Lake Ogle
Der Lake Ogle ist ein Gebirgssee im Southland District der Region Southland auf der Südinsel von Neuseeland.

## Geographie
Der Lake Ogle befindet sich rund 1,3 km westlich des Lake Hankinson und rund 2,6 km nordwestlich des North West Arm des Lake Te Anau. Der Gebirgssee, der auf einer Höhe von rund 790 m anzutreffen ist, erstreckt sich bei einem Seeumfang von rund 1,3 km über eine Fläche von 10,7 Hektar. Die Länge des Sees misst rund 450 m in Nordwest-Südost-Richtung und die maximale Breite beträgt rund 370 m in Südwest-Nordost-Richtung.
Gespeist wird der See von einigen wenigen kleinen Gebirgsbächen. Die Entwässerung des Lake Ogle findet am südöstlichen Ende des Sees über einen kleinen Bach in Richtung des Lake Hankinson statt.